# 王修 (晋阳)
王修（334年—357年），字敬仁，小字苟子，太原晋阳人，東晉官員、書法家。东晋名士王濛之子，晋哀帝皇后王穆之之弟。
王修出身於高門，聪明俊秀有美称，号為“秀出”“流奕清举”，又善写隶书、行书，王獻之稱其書法“咄咄逼人”。

## 生平
十三岁作《賢人論》。王濛給劉惔看：“看到敬仁這篇議論，就知道他可以領悟玄言了。”初任为著作郎、琅邪王文学。
升平元年（357年）去世，时年二十四岁。临终叹道：“无愧古人，年与之齐矣。”。当时本要转任中軍將軍司馬，未拜官便去世。

## 評價
王修年幼成名，在玄學、書法領域都享有名望，當時的許詢、王坦之等人，都曾自願或被人拿去和做王修做比較。王修擅長書法，張懷瓘《書斷》將其隸書、行書都列入能品，并且稱殷仲堪書法為其流亞。
- 《世说新语》：“世稱：‘苟子秀出，阿興清和。’”[5]
- 《晉書》：“明秀有美稱，善隸書，號曰‘流奕清舉’。”
- 張彥遠《法書要錄》評其書法：“善隷、行，與羲之善，故殆窮其玅。早亡，未盡其美。”[6]
- 王僧虔：“敬仁书，殆穷其妙。”[7]
- 王獻之評其書法：“咄咄逼人。”[8]

## 家族
王修出身于中古門閥太原王氏，為名士王濛之子，其姊為晋哀帝皇后王穆之。

## 著作
曾有《集》傳世。《隋書·經籍志》載梁有驃騎司馬王修《集》兩卷，錄一卷。《新唐书·艺文志》仍载有王修《集》二卷。《全晉文》中存其文一篇，即《世説新語注》所引《賢人論》。

## 相關

### 故事
- 許詢年少時被人比作王修，但許詢不服氣。前往会稽西寺和王修辯論，王修不敵許詢，交換論題再辯，王修仍不敵。許詢問支道林：“我剛剛説的如何？”支道林回答道：“你的言論固然不錯，但何必苦苦相逼呢？這不是尋求真理的辯論啊。”[12]

- 王坦之曾問劉奭：“我和王修比如何？”劉奭回答道：“你才能比不上王修，但領會名理的地方比他多。”王坦之笑著說：“真是傻話啊。”[13]

- 僧意在瓦官寺中，王修有次來和他談話，兩人便開始討論名理。僧意問王修：“圣人有情嗎？”王修答道：“沒有。”僧意又問：“圣人和柱子一樣嗎？”王修說：“如筹算，虽然无情，但操作的人有情。”僧意說：“那谁來运圣人啊？”王修不能答而離開了。[14]劉孝標認爲王修善於言説名理，不應該無法回答，懷疑此事為假[15]。

- 王導南渡時，將鍾繇《宣示表》真跡藏在衣帶中帶過江，後送給侄王羲之，王羲之將其送給王修，王修珍愛此帖，王修死後，其母將此帖給王修陪葬[16][17]。

- 王修和王羲之關係好，曾向王羲之求取他的書法，王羲之於是寫了《東方朔畫像贊》給他[18]。

### 引用
1. ↑  《世说新语·文学》：王敬仁年十三，作《贤人论》。长史送示真长，真长答云：“见敬仁所作论，便足参微言。
2. ↑  《書斷》：昇平元年卒，年二十四。
3. ↑  《世说新语·文学》劉孝標注引《文字志》曰：“脩字敬仁，太原晋阳人。父濛，司徒左长史。脩明秀有美称，善隶行书，号曰‘流奕清举’。起家著作佐郎，琅邪王文学，转中军司马，未拜而卒，时年二十四。昔王弼之没，与脩同年，故脩弟熙乃叹曰：‘无愧於古人，而年与之齐也。’”
4. ↑  《書斷》：殷仲堪亦敬仁之亞也。
5. ↑  《世說新語·賞譽》：世稱：「苟子秀出，阿興清和。」
6. ↑  《法書要録》：子脩，瑯琊王文學，善隷行，與羲之善，故殆窮其玅。早亡，未盡其美。子敬每省修書，云“咄咄逼人”。
7. ↑  《太平廣記·書二》引《書斷》：王僧虔云：「敬仁書，殆窮其妙」。
8. ↑  《太平廣記·書二》引《書斷》：王子敬每看，咄咄逼人。
9. ↑  《隋書·經籍四》：梁有驃騎司馬《王修集》二卷，錄一卷。
10. ↑  《新唐書·志第五十·藝文四》：王脩集二卷。
11. ↑  《世说新语·文学》：《脩集》载其论曰：“或问‘易称贤人，黄裳元吉，苟未能暗与理会，何得不求通？求通则有损，有损则元吉之称将虚设乎？’答曰：‘贤人诚未能暗与理会，当居然人从，比之理尽，犹一豪之领一梁。一豪之领一梁，虽於理有损，不足以挠梁。贤有情之至寡，豪有形之至小，豪不至挠梁，於贤人何有损之者哉？’”
12. ↑  《世说新语·文学》：许掾年少时，人以比王苟子，许大不平。时诸人士及於法师並在会稽西寺讲，王亦在焉。许意甚忿，便往西寺与王论理，共决优劣。苦相折挫，王遂大屈。许復执王理，王执许理，更相覆疏；王復屈。许谓支法师曰：“弟子向语何似？”支从容曰：“君语佳则佳矣，何至相苦邪？岂是求理中之谈哉！
13. ↑  《世說新語·品藻》：王中郎嘗問劉長沙曰：「我何如苟子？」劉答曰：「卿才乃當不勝苟子，然會名處多。」王笑曰：「痴！」
14. ↑  《世说新语·文学》：僧意在瓦官寺中，王苟子来，与共语，便使其唱理。意谓王曰：“圣人有情不？”王曰：“无。”重问曰：“圣人如柱邪？”王曰：“如筹算，虽无情，运之者有情。”僧意云：“谁运圣人邪？”苟子不得答而去。
15. ↑  《世说新语·文学》劉孝標注：然王脩善言理，如此论，特不近人情，犹疑斯文为谬也。
16. ↑  《書斷》：始王導愛好鍾氏書，喪亂狼狽，猶衣帶中盛尚書宣示帖。過江後與右軍，乞敬仁。敬仁亡，其母見此書平生所好，遂以入棺。
17. ↑  《東觀餘論》：尚書宣示，鍾書，眞蹟本在王丞相導家，導過江時藏衣帯中，以遺逸少，逸少以遺王脩。脩死，其母以脩平日所寶，并入棺，眞蹟遂絶。此本右軍所臨者。
18. ↑  《太平廣記·書二》引《書斷》：善隸行書，嘗就右軍求書。乃寫《東方朔畫贊》與之。